# مانوئل کاستلز
مانوئل کاستِلز یا مانوئل کاستِلس (به اسپانیایی: Manuel Castells) (زادهٔ ۱۹۴۲، بارسلون) جامعه‌شناس اسپانیایی و نویسندهٔ سه‌گانهٔ مهم عصر اطلاعات است. در بین نظریه‌پردازان علم ارتباطات، کاستلز نویسنده‌ای متمایز است. کاستلز حوزه‌های جامعه‌شناسی شهری، مطالعات سازمانی، مطالعات فضای مجازی، جنبش‌های اجتماعی، جامعه‌شناسی فرهنگ و اقتصاد سیاسی را در کنار هم مطالعه می‌کند تا یک تحلیل بین‌رشته‌ای از جهان پیچیدهٔ رسانه‌ای شدهٔ امروز به دست دهد.

## زندگی
در یک خانواده هوادار فرانکو متولد شد ولی در سن بیست سالگی به عنوان یک دانشجوی چپ‌گرای تندرو، از سوی حکومت دیکتاتوری فرانکو تبعید شد. او به پاریس رفت و به دشواری در دانشکده نانت وابسته به دانشگاه پاریس، به تحصیل پرداخته و مدرک دکتری خود را دریافت کرد. جایی که او را مجذوب جریان انقلابی ۱۹۶۸ کرد و در سال ۱۹۷۲ متنی اثرگذار و مبتکرانه را تحت عنوان یک پرسش شهری: رهیافتی مارکسیستی به رشته تحریر درآورد که به واسطه کسی که بعدها به عنوان یک مارکسیست ساختارگرا، لوئی آلتوسر شهرت یافت، شکل و قواره گرفته بود.

## نگره‌ها
کاستلز در سال ۱۹۷۹ به دانشگاه برکلی کالیفرنیا رفت؛ جایی که او به مدت دو دهه به سمت استاد جامعه‌شناسی و همچنین برنامه‌ریزی شهری و منطقه‌ای مشغول بود. اخیراً او به بارسلونا جایی که او به سمت استادی در دانشگاه باز کاتالونیا گماشته شده، بازگشته است. با این وجود، او همچنان موقعیت خود را در دانشگاه کالیفرنیای جنوبی در ساحل غربی و نیز ام آی تی (انستیتو تکنولوژی ماساچوست) در ساحل شرقی حفظ کرده‌است. او همچنین یک استاد و مسافر دائمی به حساب می‌آید که مدام، در بیست دانشگاه سراسر جهان از مسکو گرفته تا سنگاپور، تایوان و یلی، دررفت‌وآمد است.
شهرت مانوئل کستلز، از سال‌های بسیار دور به تحلیل‌های او از شهرنشینی بازمی‌گردد (عنوان او در برکلی گواهی است بر دل‌مشغولی‌های وی). پرسش شهری تأثیر بسیاری بر طراحی شهری گذاشت و اعتبار او با تهیه و تدوین رشته‌ای از کارهای علمی- پژوهشی که نقطه اوج آن شهر اطلاعاتی (۱۹۸۹) است، ارتقا یافت. او هرگز علاقه‌اش را به موضوعات شهری از دست نداده و علاوه بر این، کوشیده‌است تا در درک ما از موضوعاتی مانند بازپیدایی و تقسیمات درون‌شهری سهمی به عهده بگیرد.
به هرحال، عصر اطلاعات کار اولیه او را نسبت به موضوعات شهری با دیگر مطالب مرتبط درهم آمیخته و گسترش می‌دهد تا نشان دهد که چه چیزی بر ویژگی عمده تمدن معاصر تأثیر می‌گذارد. همزمان، دیدگاه‌های او، جنبه‌هایی از جنبش‌های درازمدت از مارکسیسم جوان گرفته تا چیزی را که می‌توان علوم اجتماعی فرامارکسیست نامید، آشکار می‌کند. این به معنای دست‌کشیدن کستلز از اصلاحات بنیادی نیست. او همچنان به مسائل سیاسی اشتیاق داشته و یک دموکرات متعهد اجتماعی است.
افزون براین، کیفیتی متعهدانه، کارهای فکری او را به پیش رانده و آن‌ها را غنی می‌کند، چیزی که او براساس آن، با تحلیل‌گران ناهمگون اجتماعی نظیر سی رایت میلز، رالف دارندورف و دانیل بل شریک می‌شود؛ بنابراین کستلز پسامارکسیست است تا به آن اندازه که در عصر اطلاعات از مواضع انتقادی نسبت به مارکسیسم که در کار پیشینش، شهر و اصول اساسی آن (۱۹۸۳)، نمود بارزی داشت، جانب‌داری و استقبال می‌کند. به طرق گوناگون می‌توان برای موضع پسامارکسیستی او شواهدی را به دست آورد: در متقاعدشدن نسبت به این که تغییر سیاسی بنیادی به احتمال زیاد از طبقه کارگر ناشی نخواهد شد (به نظر می‌رسد دیگر انتظار از پرولتاریا به عنوان عامل ممتاز تغییر غیرممکن باشد)؛ در شکاکیت و حتی دشمنی با کمونیسم (ص۶۴)؛ در متقاعد شدن در این که سیاست‌های هویتی مانند حقوق حیوانات و فمینیسم اکنون اهمیت فوق‌العاده‌ای دارند و این که این‌ها نمی‌توانند به حد کافی به زبان طبقه شرح داده شوند؛ و در دریافت و فهم رخ‌نمایانه و آشکار از پیشنهاد سیاسی روشنفکرانه.
شاید مهم‌ترین شاهد از میراث مارکسیستی کستلز، در تعهد او به تبیین کل‌گرایانه‌اش از دنیای امروز نهفته باشد. رهیافت او حاوی این پیشنهاد است که برای شرح کافی رویدادهای جهان امروز مهم‌ترین جنبه‌های اجتماعی، اقتصادی و سیاسی باید به عنوان عناصر مرتبط به هم مورد بررسی و آزمون قرار گیرند. به هرحال، رهیافت او آن گونه است که بر تماس و اتصال قسمت‌ها تأکید دارد اگرچه اغلب این‌ها در روابطی متعارض بایکدیگر قرار داشته باشند و ویژگی بسیار منحصربه‌فردشان در ایفای نقش به عنوان شریک تغییر از اهمیت برخوردار است. کستلز میان مقوله‌های گونه‌گون رابطه برقرار می‌کند به عنوان مثال او فمینیسم، را با فرایندهای جهانی‌سازی و همچنین با نوآوری‌های اقتصادی و تکنولوژیک و با تغییر در اشکال خانواده و تغییر در طبقه‌بندی اجتماعی مرتبط می‌داند. البته مفهومی از تمامیت و انحصار در مارکسیسم نیست ولی با این وجود، بعدی مهم از سنت مارکسیستی به حساب می‌آید که تداوم نفوذش را بر کستلز آشکار می‌کند. این همچنین، چیزی است که در دوران پسامدرن خرق عادت تلقی می‌شود، درهنگامه‌ای که توصیفات کل‌گرا با شک و تردید رو به رو می‌شوند و ابراز احساسات نسبت به خاص بودن و تفاوت‌ها افزایش یافته‌است.
کاستلز معتقد است که از دهه ۱۹۷۰، با اختراع میکروپروسسورها عصر جامعه اطلاعاتی آغاز شده و مختصات سیاسی، اقتصادی و اجتماعی جهان را متحول نموده‌است. از نظر او در جامعهٔ اطلاعاتی، جامعهٔ مدنی تحلیل می‌رود و از هم گسسته می‌شود. چرا که بین منطق اعمال قدرت در شبکهٔ جهانی و منطق ارتباط در جوامع و فرهنگ‌های خاص پیوستگی و استمراری وجود ندارد؛ بنابراین افراد حول اصول اجماع اشتراکی، هویتهای دفاعی را بازسازی می‌نمایند و تضادی میان جریانهای ناشناخته (جهانی) و هویتهای منزوی (خاصگرا) شکل می‌گیرد. او شکل‌گیری هویت‌های مقاومت نظیر جنبش‌های بنیادگرایی دینی، ملی‌گرایی، قوم‌گرایی و جنبش‌های زیست‌محیطی را واکنشی به این عصر جدید از جهانی شدن می‌داند. بواسطه این جهانی شدن، قدرت دولت‌ها در برابر جریان‌های فراملی شبکه‌ای کاهش یافته و دولت‌ها را در برابر دوراهی تبعیت از منافع جهانی (و تغییر اقتصاد و اجتماع ملی به نفع این جریان) یا تبعیت از مطالبات اجتماعی ملی (در برابر فشارهای جهانی شدن) قرار داده‌است. کاستلز در آثار خود، جهانی را ترسیم می‌نماید که در پایان هزارهٔ دوم میلادی وارد مرحله‌ای جدید از حیات خود شده‌است. او این تحول انقلابی را پارادایم جدید اطلاعاتی نامیده‌است که در آن تمامی ابعاد زندگی بشر متحول گردیده‌است. او این تحولات را یک‌به‌یک برشمرده است و در این راستا از خیل عظیم پژوهش‌ها و منابع و مآخذ اطلاعاتی بهره گرفته‌است و متن خود را مقید به ارائه شواهد برای استدلالات خود نموده‌است. جهانی که تبدیل به اتوماسیونی شده که کنترلش از دست بشر خارج شده‌است. اما مقاومت‌های معتنابهی توسط جهان اجتماعی در برابر آن ایجاد شده‌است. هویت‌های مقاومت در سنگر خدا، ملت، قوم، خانواده و … در برابر وجوه مختلف این جهانی شدن برساخته شده‌اند و این امید می‌رود تا این هویت‌ها به هویتهای برنامه‌دار ارتقا یابند و بتوانند رسم دیگری از حیات بشری را ترسیم نمایند. آیندهٔ جهان بشری وابسته به پویایی‌های بین امر جهانی (جامعهی شبکهای) و امر محلی (هویتهای مقاومت) خواهد بود. آثار کاستلز به دلیل عمق و وسعت تحلیلی هم مورد تجلیل و قدردانی و هم مورد نقدهای بسیاری قرار گرفته‌است. عمدهٔ انتقادات به ابهامات مفهومی چارچوب نظری وی و جبرگرایی تکنولوژیک و تقدم تحلیلی ریخت اجتماعی بر کنش اجتماعی مربوط می‌شود. کاستلز متفکری بازاندیش محسوب می‌شود که نظراتش چند مرحلهٔ تحول داشته‌است: در مراحل اولیه‌اش (۱۹۷۳–۱۹۶۷) به تحلیل‌های شهری با رویکردی مارکسیستی و تحقیق بر جنبش‌های اجتماعی پرداخته، در مرحله دوم (۱۹۹۳–۱۹۸۳) بر تکنولوژی و توسعهٔ شهری متمرکز شده، در مرحلهٔ پختگی (۲۰۰۳–۱۹۹۳) بر ارتباط جامعه، اقتصاد و تکنولوژی پژوهش نموده و در دوران متاخرش (۲۰۱۴–۲۰۰۳) به تحقیق بر ارتباطات، شبکه‌ها و قدرت پرداخته‌است.

## آثار
- ، مسئله شهر (۱۹۷۲)
- شهر و مردم (۱۹۸۲)
- شهر اطلاعاتی (۱۹۸۸)
- سقوط کمونیسم شوروی: نگاهی از منظر جامعهٔ اطلاعاتی (۱۹۹۵)
- سه گانهٔ عصر اطلاعات (۱۹۹۷) این کتاب توسط احمد علیقلیان، افشین خاکباز و حسن چاووشیان به فارسی ترجمه شده‌است.
- کهکشان اینترنت (۲۰۰۱)؛ ترجمة حیدر شهریاری، انتشارات پژوهشکده مطالعات راهبردی.
- قدرت ارتباطات (۲۰۰۹)؛ این کتاب توسط حسین بصیریان جهرمی به فارسی ترجمه شده و با پیام مانوئل کاستلز در روز جهانی ارتباطات (۲۷ اردیبهشت ۱۳۹۳) در ایران رونمایی شده‌است  کاستلز در این پیام، قدرت ارتباطات را مهم‌ترین اثر پژوهشی خود برشمرده است.
- شبکه‌های خشم و امید: جنبش‌های اجتماعی در عصر اینترنت (۲۰۱۲)؛ ترجمة مجتبی قلی پور، نشر مرکز.
- تئوری شبکه‌ای قدرت (۱۳۹۷)؛ در این کتاب که در سال ۱۳۹۷ با ترجمهٔ مجتبی قلی‌پور و از سوی انتشارات آذرخش منتشر شده، سه مقالهٔ مهم کاستلز (تئوری شبکه ای قدرت؛ حوزهٔ عمومی جدید؛ و ارتباطات، قدرت و ضدقدرت در جامعهٔ شبکه ای) آمده‌است.
- گسست: بحران لیبرال دموکراسی (۲۰۱۹)؛ ترجمهٔ مجتبی قلی پور، انتشارات پژوهشکده مطالعات راهبردی.
- بازفهم توسعه در عصر اطلاعات (۱۴۰۰)؛ ترجمهٔ مجتبی قلی پور و سمیه ملک مکان، انتشارات پژوهشگاه فرهنگ، هنر و ارتباطات.
- درآمدی پیشرفته بر جامعۀ دیجیتال (۲۰۲۴)؛ ترجمۀ مجتبی قلی‌پور، نشر مرکز.